# Epping (Essex)
Epping is een civil parish in het bestuurlijke gebied Epping Forest, in het Engelse graafschap Essex met 11.461 inwoners (2011).

## Geboren in Epping
- David Byron (1947-1985), zanger (Uriah Heep)
- Dave Gahan (1962), zanger en liedjesschrijver (Depeche Mode)
- Philip Hammond (1955), politicus
- Mo Hayder (Clare Dunkel) (1962-2021), schrijfster
- Steve West (1975), professioneel darter

## Gewoond in Epping
- James How (ca. 1716 - 8 juni 1780), Engelse pubhouder en mogelijk transgender persoon